# Duplachionaspis androkae
Duplachionaspis androkae är en insektsart som beskrevs av Mamet 1959. Duplachionaspis androkae ingår i släktet Duplachionaspis och familjen pansarsköldlöss.
Artens utbredningsområde är Madagaskar. Inga underarter finns listade i Catalogue of Life.